# Andre Royo

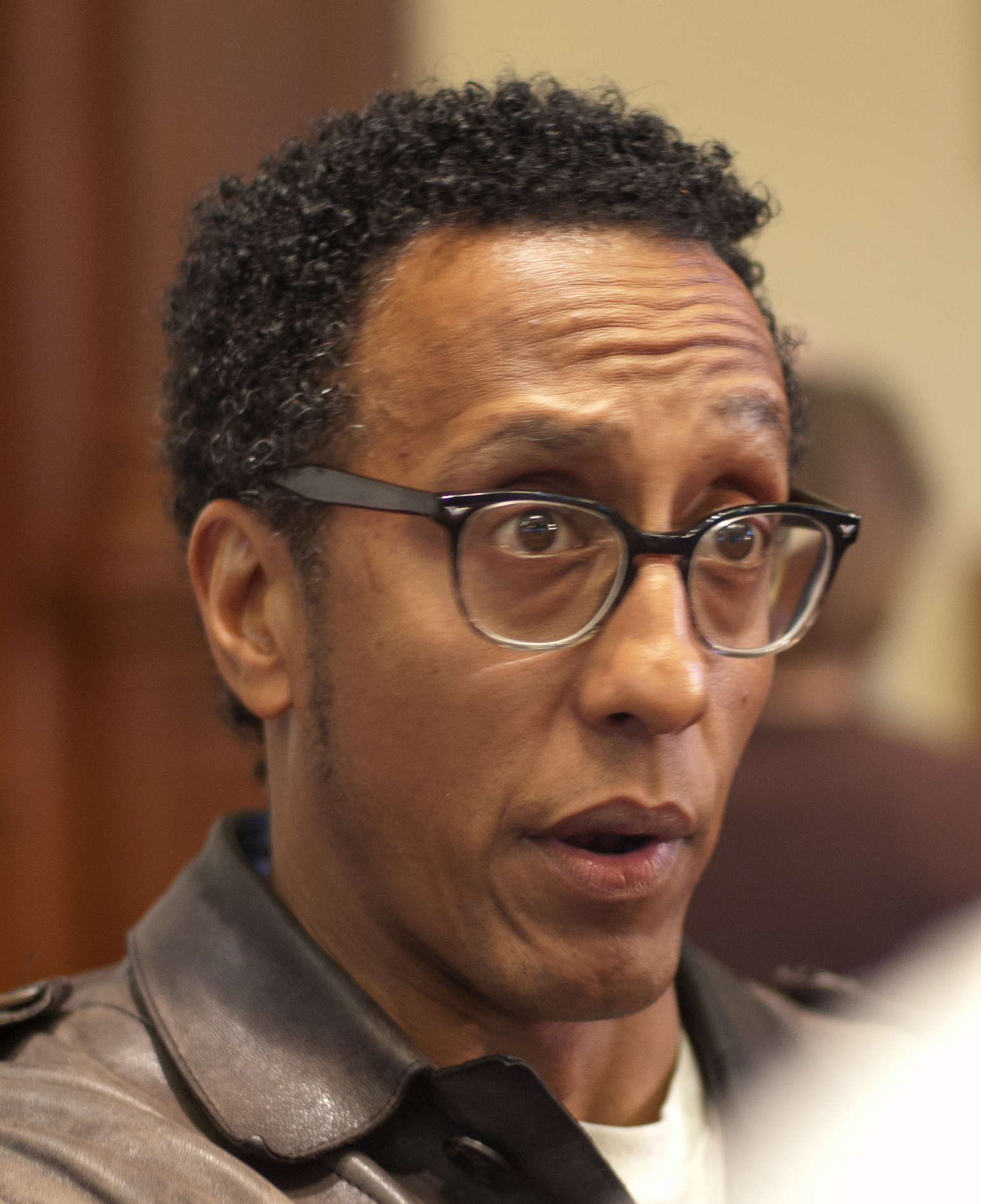
Andre Royo im April 2010

Andre Royo (* 18. Juli 1968 in der Bronx, New York) ist ein US-amerikanischer Schauspieler. Seine bekannteste Rolle ist die des Bubbles in der HBO-Serie The Wire.

## Leben
Royo ist afroamerikanischer und kubanischer Herkunft. Ihm passierte es häufiger, dass er angestrebte Rollen nicht erhielt, da er laut den Castingagenten weder als Dunkelhäutiger noch als Latino überzeugend rüberkam. Er besuchte die Mount Saint Michael Academy von 1982 bis 1986. Er ist verheiratet und hat eine Tochter.
Seit 1998 war Royo in mehr als 70 Film- und Fernsehproduktionen zu sehen. 1998 hatte er in L.A. Without a Map seine erste Filmrolle. Es folgten Besetzungen in Fernsehserien und Filmen verschiedener Genres. Bekannteste Rollen sind die des Bubbles in der Serie The Wire, die er von 2002 bis 2008 verkörperte, die des Robert „Bobo“ Boston in Hand of God von 2014 bis 2017 und von 2015 bis 2019 die Rolle des Thirsty Rawlings in Empire.

## Filmografie (Auswahl)
- 2000: Shaft – Noch Fragen? (Shaft)
- 2002–2008: The Wire (Fernsehserie)
- 2005: Cuts (Fernsehserie, 3 Folgen)
- 2005: Alle Kinder dieser Welt (All the Invisible Children)
- 2008: Terminator: The Sarah Connor Chronicles (Fernsehserie, 2 Folgen)
- 2008: Heroes (Fernsehserie, 2 Folgen)
- 2008: Der Börsen-Crash (August)
- 2008: Criminal Minds (Fernsehserie, Folge 4x05)
- 2009: CSI: NY (Fernsehserie, eine Folge)
- 2010: Party Down (Fernsehserie, eine Folge)
- 2010: Super – Shut Up, Crime! (Super)
- 2010: The Whole Truth (Fernsehserie, eine Folge)
- 2010–2011: Fringe – Grenzfälle des FBI (Fringe, Fernsehserie)
- 2011: Svetlana (Fernsehserie, eine Folge)
- 2011: Memphis Beat (Fernsehserie, eine Folge)
- 2011: How to Make It in America (Fernsehserie, eine Folge)
- 2012: Red Tails
- 2012: Bigfoot – Die Legende lebt! (Bigfoot)
- 2012: The Collection – The Collector 2 (The Collection)
- 2013: The Spectacular Now – Perfekt ist jetzt (The Spectacular Now)
- 2013: Elementary (Fernsehserie, Folge 1x18)
- 2014–2015: Hand of God (Fernsehserie, 10 Folgen)
- 2015: Happyish (Fernsehserie, 5 Folgen)
- 2015–2020: Empire (Fernsehserie, 53 Folgen)
- 2018: Prospect
- 2020: Interrogation (Fernsehserie, 5 Folgen)
- 2022: To Leslie